# Proasellus sketi
Proasellus sketi is een pissebed uit de familie Asellidae. De wetenschappelijke naam van de soort is voor het eerst geldig gepubliceerd in 1975 door Henry.